# Homalomena lindenii
Homalomena lindenii är en kallaväxtart som först beskrevs av Émile Rodigas, och fick sitt nu gällande namn av Henry Nicholas Ridley. Homalomena lindenii ingår i släktet Homalomena och familjen kallaväxter. Inga underarter finns listade.